# صوفي دي شوازول جوفييه

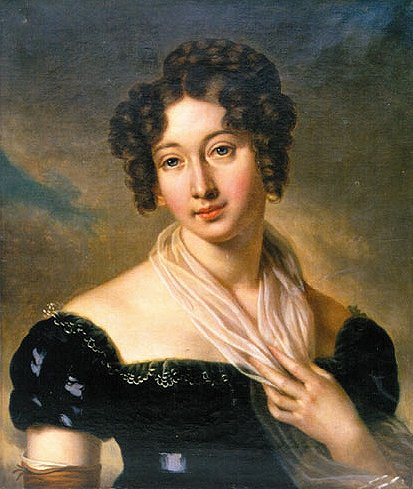
صوفي دي شوازول جوفييه

صوفي دي تشويسيول-غوفير وم زوفيا تيزينهاوز ( (بالليتوانية: Sofija Tyzenhauzaitė de Šuazel-Gufjė)‏ ( 1790 - 28 مايو 1878) هي كاتبة بولندية ليتوانيًة ، تكتب باللغة الفرنسية . كانت ابنة إجناسي تيزينهاوز Ignacy Tyzenhauz [الإنجليزية] وماريانا برزيزدزييكا,. في عام 1818، تزوجت من أنطوان لويس أوكتاف دي شوازول جوفييه ، وهو كونت فرنسي هاجر والده خلال الثورة الفرنسية، ومالك قصر بلاتيلياي . أصبحت واحدة من أوائل الكاتبات في ليتوانيا، بعد أورسول رادزيويل وأونا رادزيويل موستوسكا. رواياتها ، ومعظمها تاريخية، مستوحاة من حياة النساء في طبقة النبلاء الليتوانية المعاصرة. تم دفنها في مقبرة دي شامبو في مونتمورنسي .

## المنشورات
- القطب في سانتو دومينغو أو الكريول الشاب ، وارسو ، 1818
- باربي رادزيويل. التاريخية الرومانية ، باريس ، 1820
- فلاديسلاس جاجيلون وهيدويج، أو إعادة توحيد الليتوانيين في بولونيا. تاريخية جديدة ، باريس، 1824
- لا سياسة. التاريخية الرومانية باريس 1827
- مذكرات تاريخية حول الإمبراطور ألكسندر ومحكمة روسي ، باريس 1829
- هالينا أوجينسكا أو ليه سويدويس إن بولونيا ، باريس 1839
- ذكريات عن الإمبراطور ألكسندر إير وإمبراطور نابليون الأول ، باريس، 1862